# Devo
Devo je americká hudební skupina hrající převážně novovlnnou hudbu. Založena byla v roce 1972 a jedinými členy, kteří v ní hrají po celou dobu existence, jsou zpěvák Mark Mothersbaugh a baskytarista Gerald Casale. Od roku 1976 ve skupině působí Bob Casale a od roku 1974 Bob Mothersbaugh, oba kytaristé. Pátým členem je bubeník Josh Freese, který ve skupině hraje od jejího obnovení v roce 1996. Své první album nazvané Are We Not Men? We Are Devo! skupina vydala v roce 1978, následovalo dalších sedm a v roce 1991 se skupina rozpadla. První album po obnovení vydala v roce 2010 pod názvem Something for Everybody. Kapela se proslavila hlavně díky svým bizarním kostýmům (žlutý chemický plášť a červená pokrývka hlavy, podobná pyramidě a kuželu) a hitu Whip It, jenž se v roce 1980 stal 14. nejposlouchanějším songem v USA.

## Diskografie
- Are We Not Men? We Are Devo! (1978)

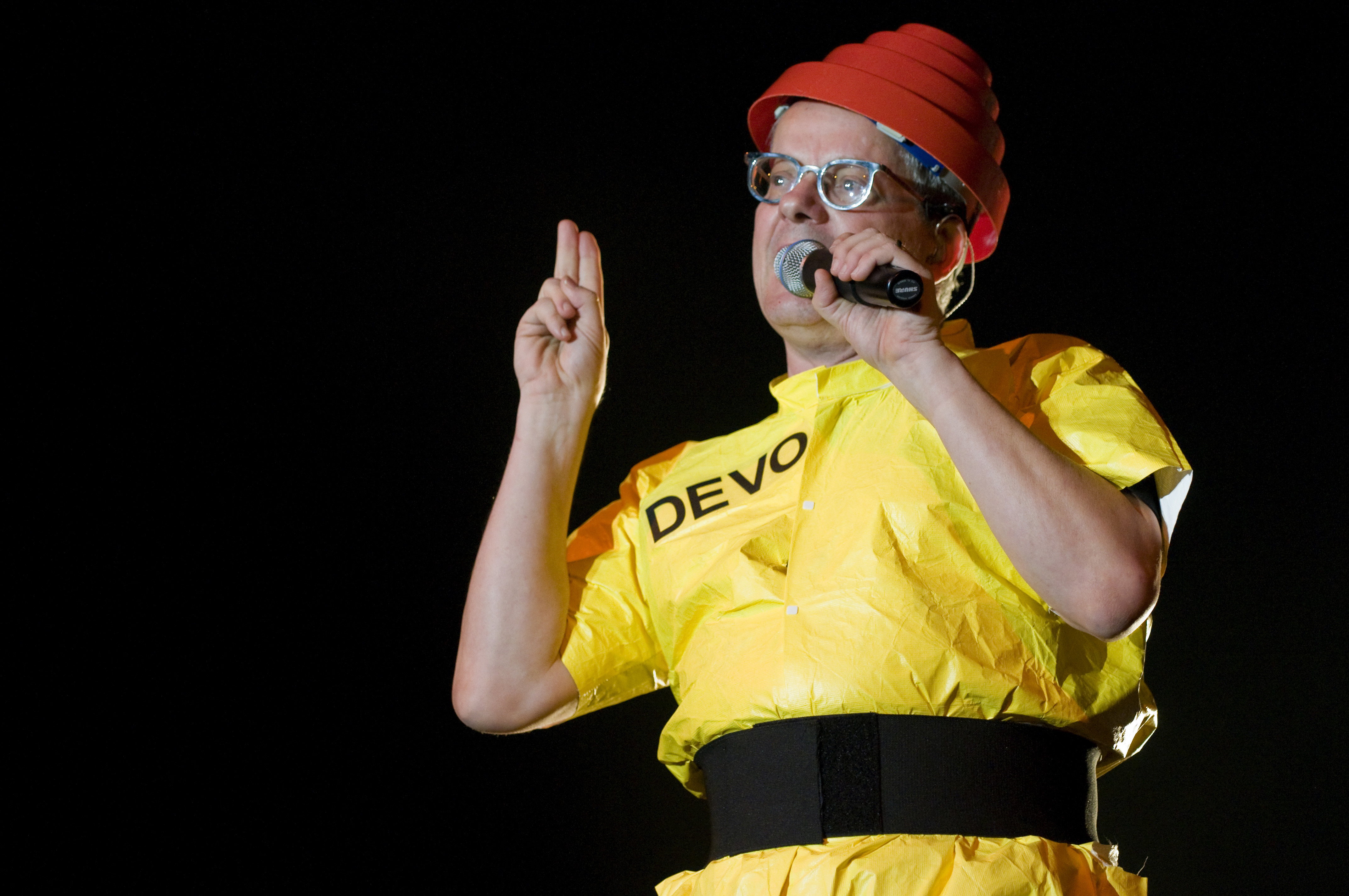
Zpěvák Mark Mothersbaugh.

- Duty Now for the Future (1979)
- Freedom of Choice (1980)
- New Traditionalists (1981)
- Oh, No! It's Devo (1982)
- Shout (1984)
- Total Devo (1988)
- Smooth Noodle Maps (1990)
- Something for Everybody (2010)Zpěvák Mark Mothersbaugh.